# 아트라하시스 서사시
아트라하시스 서사시는 메소포타미아 신화의 대홍수 서사시이다. 아트라하시스는 그 이야기에서 주인공이며 왕이다. 그 신화는 원역사와 우주질서의 건설이라는 맥락에서 이해할 수 있다. 신들을 위한 부역을 위하여 인간을 창조했으나 인간이 많아지자 세상에 무질서와 혼돈이 왔다. '엔릴' Enlil 신은 인간을 멸망시키려고 여러 차례 시도했으나 또 다른 신 엔키Enki에 의해 번번이 실패했다. 마침내 엔릴은 대홍수로 인간을 쓸어버리려는 계획을 세웠다. 그러나 엔키는 인간들 중 남은 자들이 홍수의 재앙을 피할 수 있게 배를 짓도록 아트라하시스에게 조언했다. 홍수가 물러간 후 아트라하시스는 홍수 중에 인간의 봉사를 받지 못한 신들에게 제사를 지냈고, 인간은 다시 번성했다. 이처럼 이 서사시는 우주에서의 인간의 지위를 나타냈다.